# Ingo Clauß

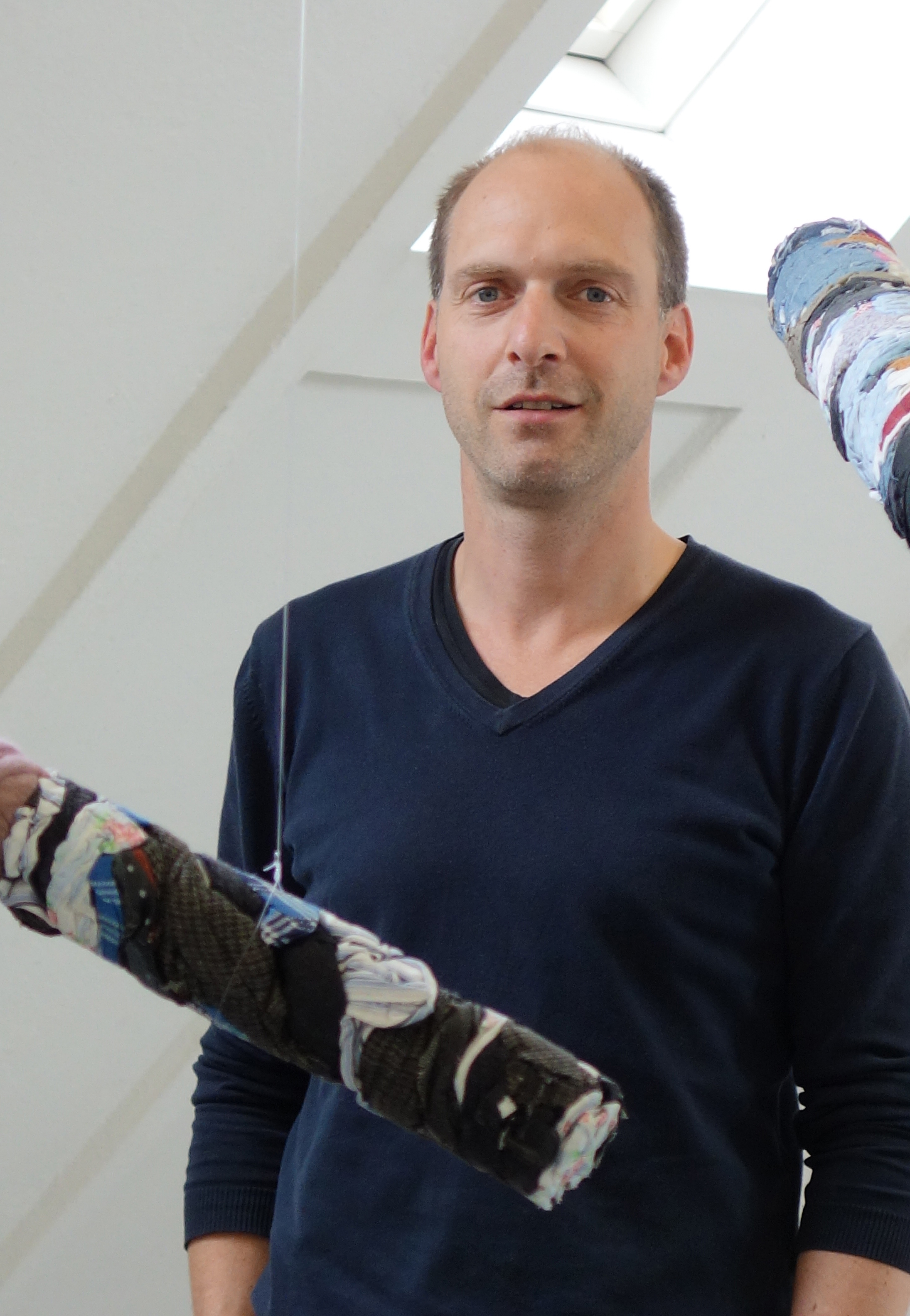
Ingo Clauß (2019)

Ingo Clauß (* 23. Februar 1977 in Georgsmarienhütte, Niedersachsen) ist ein deutscher Kunstwissenschaftler und Kurator an der Weserburg Museum für moderne Kunst in Bremen.
Clauß stammt aus der Nähe von Osnabrück und studierte an der Universität Osnabrück Bildende Kunst und Germanistik. Seit 2008 ist er Kurator in der Weserburg und kuratierte u. a. die Ausstellungen Peter Piller - Richard Prince, Elina Brotherus. Why not?, Urban Art, Kaboom. Comic in der Kunst, Zilla Leutenegger. More than this, Ray Johnson. I like funny stories oder Leuchte! Designikone im Licht der Kunst. Er war zudem als Co-Kurator an zahlreichen weiteren Ausstellungsprojekten beteiligt.
Zusammen mit dem Direktor und langjährigen Hauptkurator Peter Friese zeichnete Clauß für die Ausstellungsreihe Junge Sammlungen verantwortlich. Präsentiert wurden von 2014 bis 2019 junge, in der Regel noch nicht an die Öffentlichkeit getretene Privatsammlungen, darunter die Sammlung Dominic und Cordula Sohst-Brennenstuhl, Sammlung von Kelterborn, Sammlung Ivo Wessel, Sammlung Christian Kaspar Schwarm und Sammlung Florian Peters-Messer.
Von 2014 bis 2019 kuratierte Clauß die Ausstellungen der Meisterschüler der Hochschule für Künste Bremen. Seit 2020 kuratiert er zusammen mit Weserburg-Direktorin Janneke de Vries die jährlich wechselnde Sammlungspräsentation So wie wir sind.

## Herausgeberschaften, Kuratierungen
- Ingo Clauß, Stephen Riolo, Sotirios Bahtsetzis: Urban Art: Werke aus der Sammlung Reinking. 1. Auflage, Hatje Cantz, Ostfildern 2009, ISBN 978-3-7757-2503-3.